# Tyrese Noslin

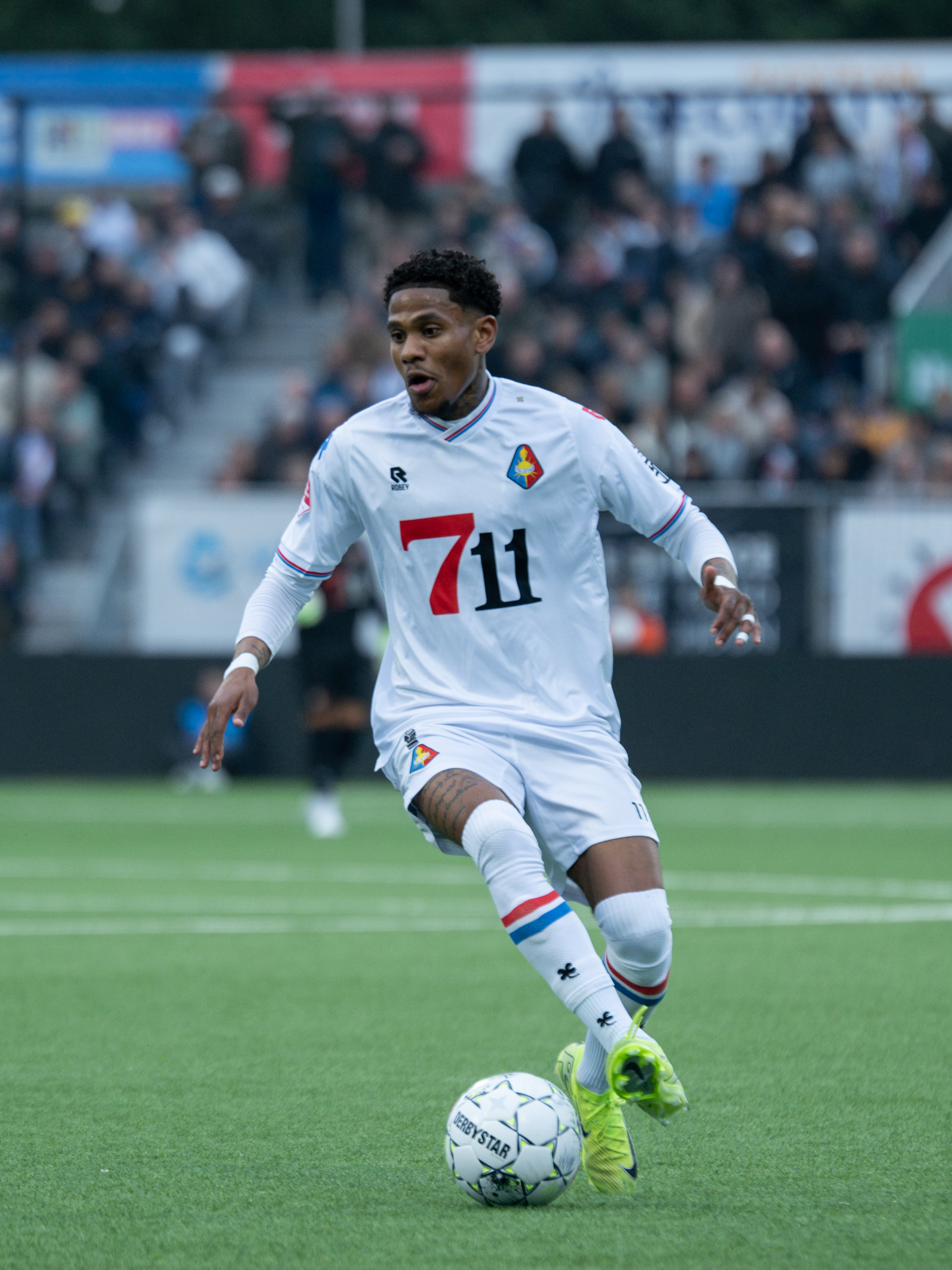
Tyrese Noslin tijdens een wedstrijd in 2025

Tyrese Noslin (Amsterdam, 11 september 2002) is een Nederlands-Curaçaos voetballer die doorgaans als middenvelder speelt. Hij komt uit voor Telstar.

## Clubcarrière

### Almere City
Noslin begon met voetballen bij SV Almere, waanrna hij overstapte naar de jeugopleiding van Ajax. Na een jaar ging hij naar Almere City FC, waar hij vanaf 2012 in de jeugd speelde. Hij speelde hier vanaf 2020 bij Jong Almere, dat met hem in 2023 promoveerde vanuit de Reservecompetitie naar de Derde divisie. Dat seizoen maakte hij drie doelpunten in 22 wedstrijden.

### Telstar
Medio 2024 vertrok Noslin naar Telstar. Hij debuteerde in het betaald voetbal op 26 augustus 2024, tegen Jong PSV (2-0). Hij kwam na 51 minuten in de ploeg voor een geblesseerde Cain Seedorf. Op 27 oktober scoorde hij zijn eerste doelpunt tegen FC Emmen (1-0). Aan het einde van het seizoen promoveerde Noslin met Telstar, via de play-offs, naar de Eredivisie.

## Interlandcarrière
Noslin speelde in 2020 drie wedstrijden voor Curaçao –20. In zijn debuutwedstrijd tegen Sint-Maarten –20 (5-0) maakte hij een doelpunt.

## Statistieken
| Seizoen | Club             | Competitie     | Competitie | Competitie | Beker | Beker | Overig | Overig | Totaal | Totaal |
| Seizoen | Club             | Competitie     | Wed.       | Dlp.       | Wed.  | Dlp.  | Wed.   | Dlp.   | Wed.   | Dlp.   |
| ------- | ---------------- | -------------- | ---------- | ---------- | ----- | ----- | ------ | ------ | ------ | ------ |
| 2023/24 | Jong Almere City | Derde divisie  | 22         | 3          | 0     | 0     | 0      | 0      | 22     | 3      |
| 2024/25 | Telstar          | Eerste divisie | 32         | 3          | 2     | 0     | 6      | 0      | 40     | 3      |
| Totaal  | Totaal           | Totaal         | 54         | 6          | 2     | 0     | 6      | 0      | 62     | 6      |

Bijgewerkt op 2 juni 2025.